# Polietileno de alta densidad

HDPE tiene código de identificación de resina SPI 2

El polietileno de alta densidad (HDPE, PEHD o PEAD) es un polímero termoplástico producido a partir del monómero etileno. A veces se le llama "alcateno" o "polietileno" cuando se usa para tuberías de HDPE. Con una alta relación resistencia-densidad, el HDPE se utiliza en la producción de botellas de plástico, tuberías resistentes a la corrosión, geomembranas y madera plástica. El HDPE se recicla comúnmente y tiene el número "2" como código de identificación de la resina.  A diferencia del LDPE, que es más flexible por la presencia de ramificaciones de hasta cuatro carbonos, el HDPE es más rígido por no tener cadenas laterales.
En 2007, el mercado mundial de HDPE alcanzó un volumen de más de 30 millones de toneladas.

## Propiedades
| Densidad                        | 940 kg/m 3         |
| Punto de fusión                 | 130.8 °C           |
| Temperatura de cristalización   | 111.9 °C           |
| Calor latente de fusión         | 178,6 kJ/kg.       |
| Conductividad térmica           | 0,44 W/m. °C a °C. |
| Capacidad calorífica específica | 1330 a 2400 J/kg-K |
| Calor específico (sólido)       | 1,9 kJ/kg °C       |
| Cristalinidad                   | 60%                |

El HDPE es conocido por su alta relación resistencia-densidad.  La densidad del HDPE oscila entre 930 y 970 kg/m3. El método estándar para probar la densidad plástica es la ISO 1183 parte 2 (columnas de gradiente), alternativamente la ISO 1183 parte 1 (analizador de densidad MVS2PRO). Aunque la densidad del HDPE es solo marginalmente más alta que la del polietileno de baja densidad, el HDPE tiene poca ramificación, lo que le otorga fuerzas intermoleculares y resistencia a la tracción más fuertes (38 MPa frente a 21 MPa) que el LDPE. La diferencia de fuerza supera la diferencia de densidad, dando al HDPE una fuerza específica más alta. También es más duro y opaco y puede soportar temperaturas algo más altas (120 °C/248 °F por períodos cortos). 
Es resistente a muchos solventes, por lo que no se puede pegar mediante químicos, las uniones de las tuberías deben realizarse mediante soldadura por termofusión.
Las propiedades físicas del HDPE pueden variar según el proceso de moldeo que se utilice, un factor determinante son los métodos de prueba estandarizados internacionales empleados para identificar estas propiedades para un proceso específico. Por ejemplo, en el moldeo rotacional, para identificar la resistencia al agrietamiento por estrés ambiental de una muestra, se utiliza la prueba de carga de tracción constante con muescas (NCTL, del inglés notched constant tensile load test).
Debido a estas propiedades, las tuberías construidas con HDPE son ideales para agua potable y aguas residuales.

## Aplicaciones

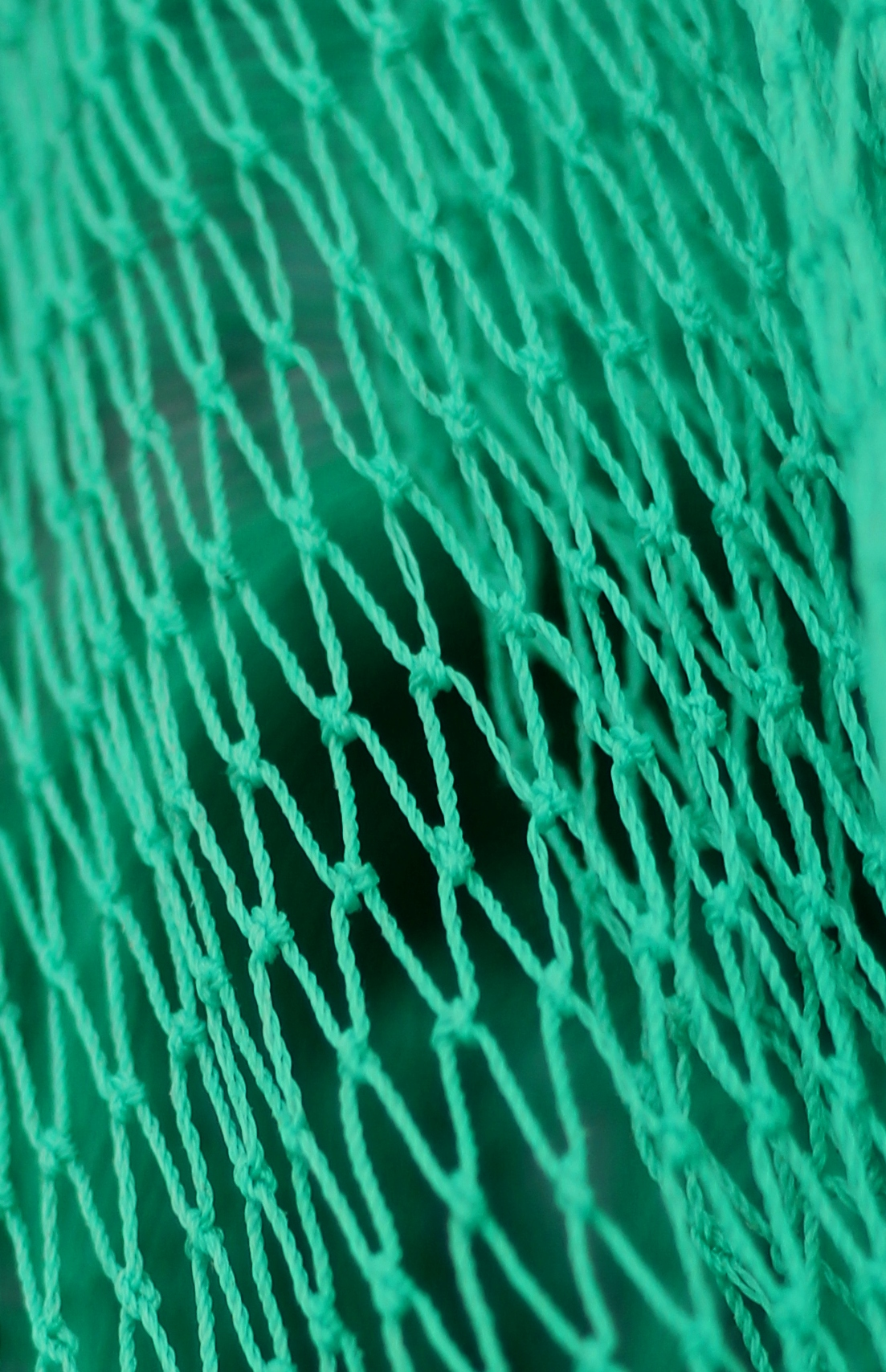
Las fibras de HDPE se pueden girar en cuerda
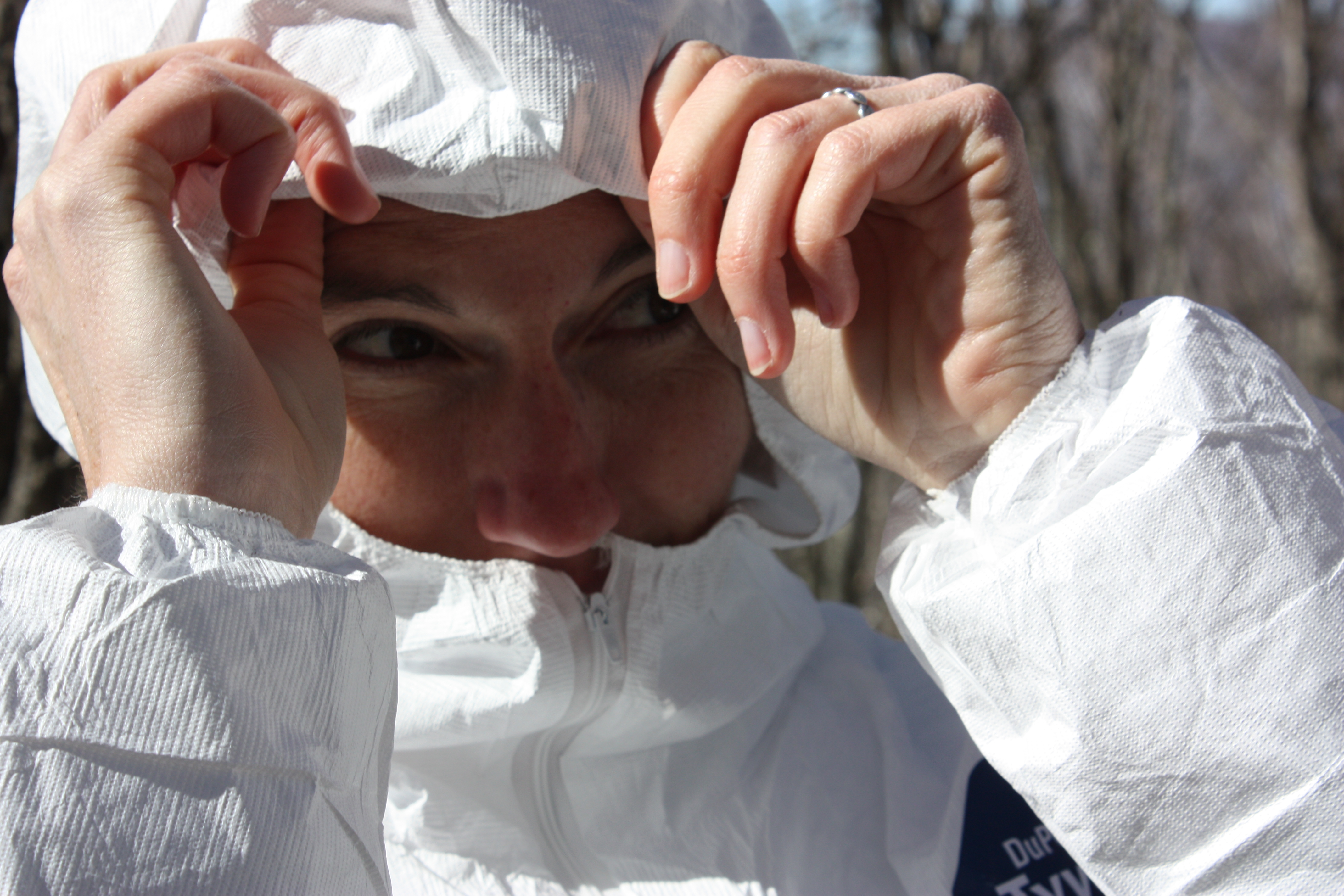
Trajes desechables; tela no tejida de HDPE
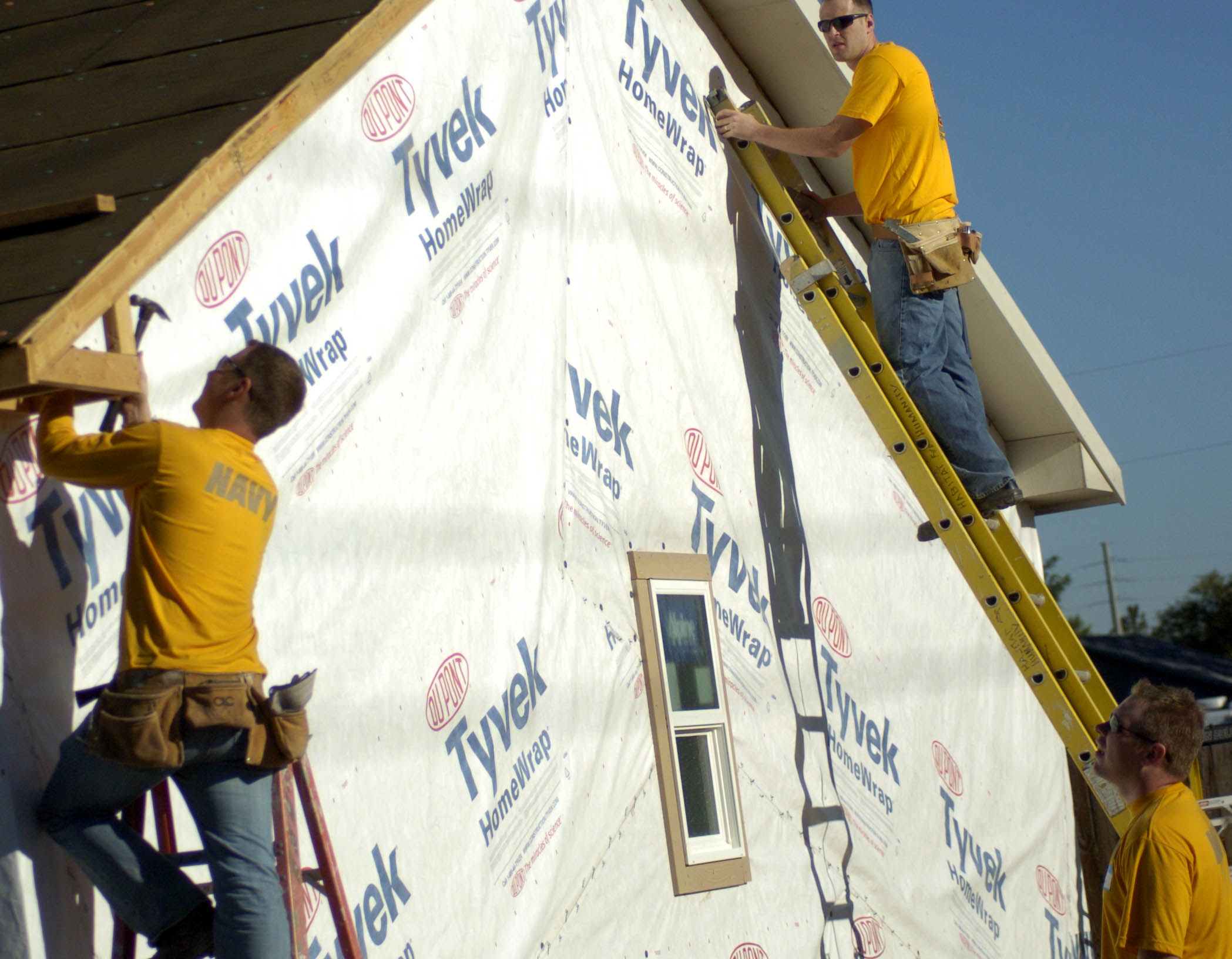
Envolturas de edificios
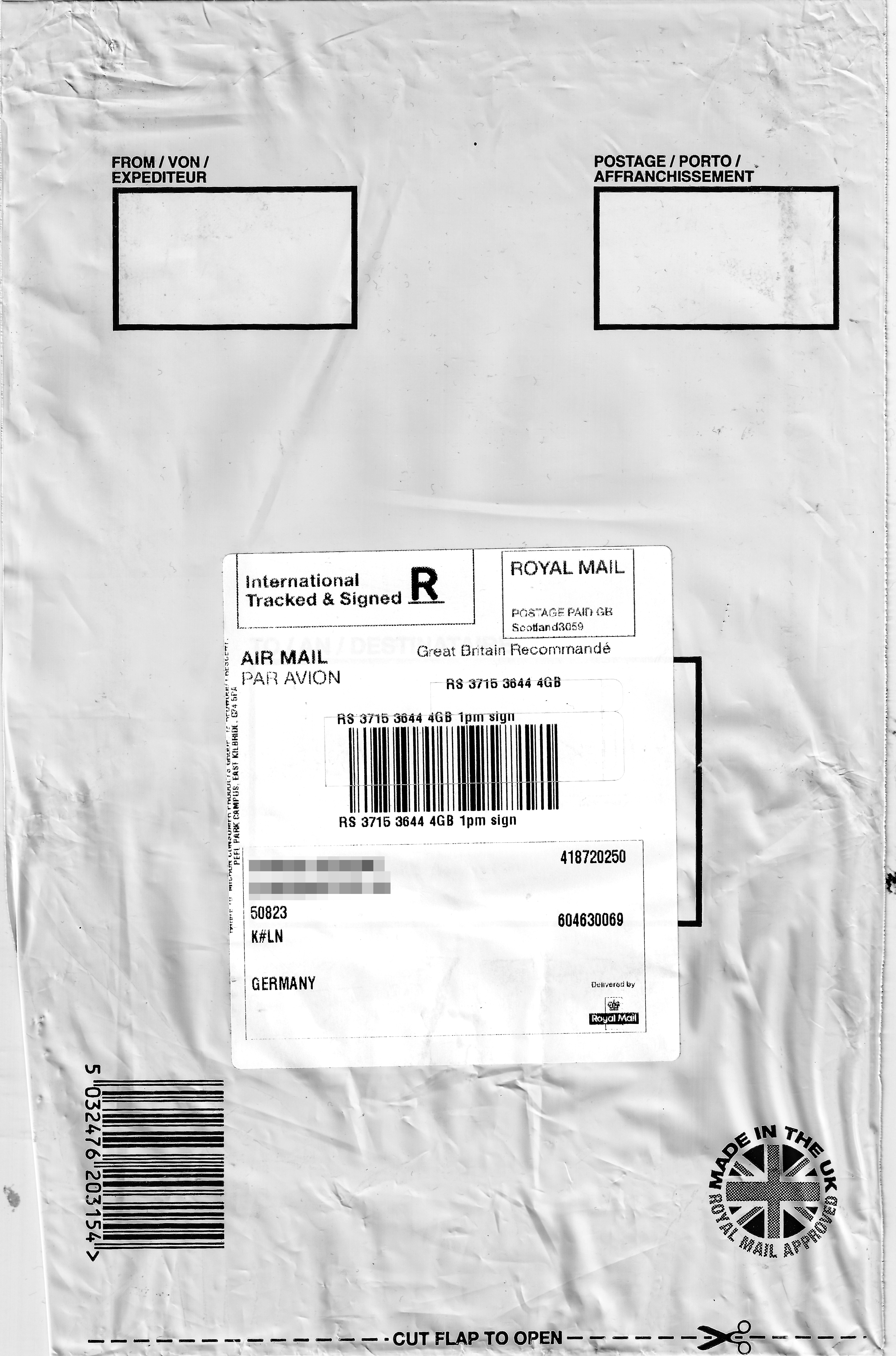
Sobres de correo de plástico
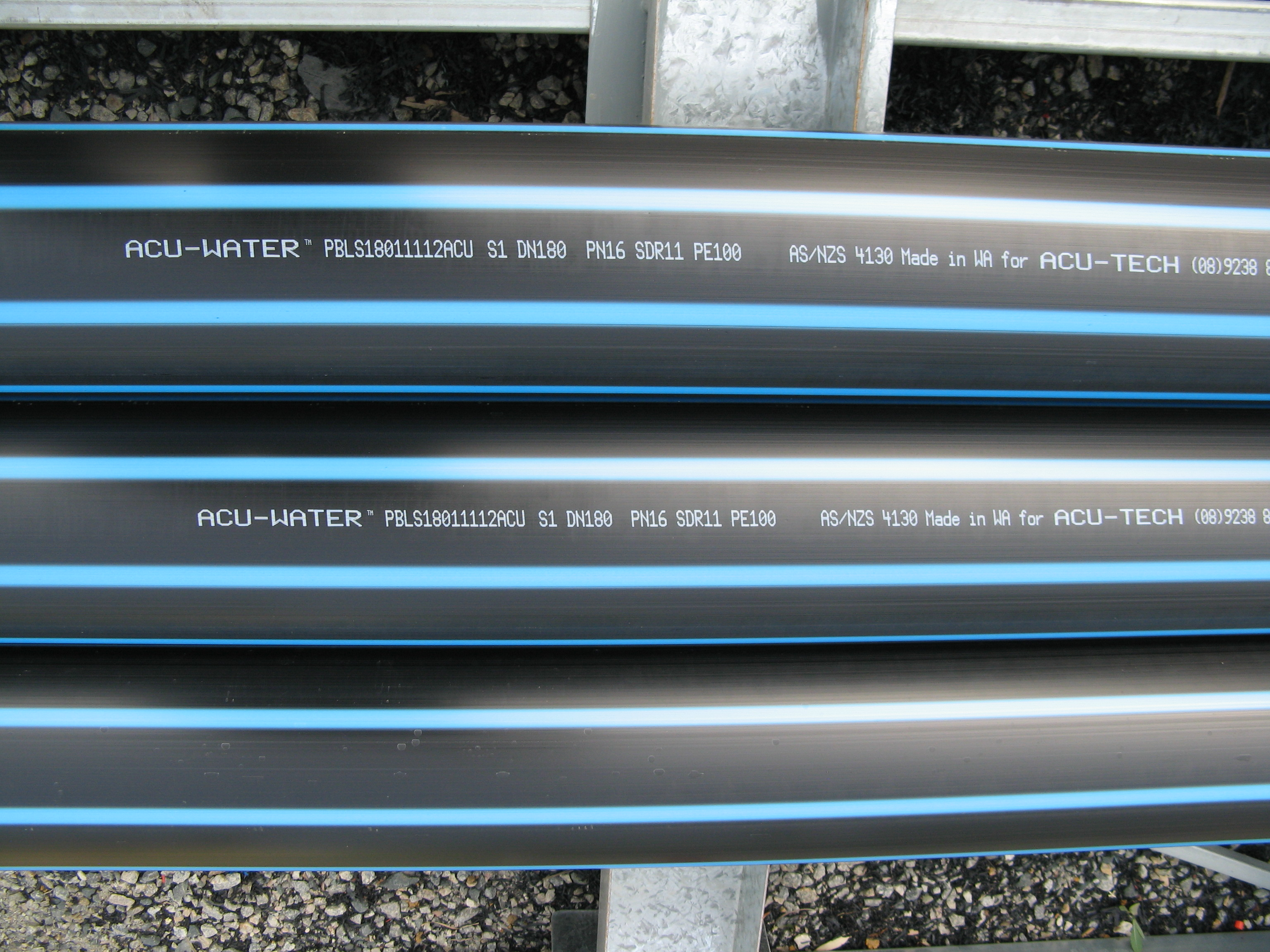
Tubos flexibles de HDPE
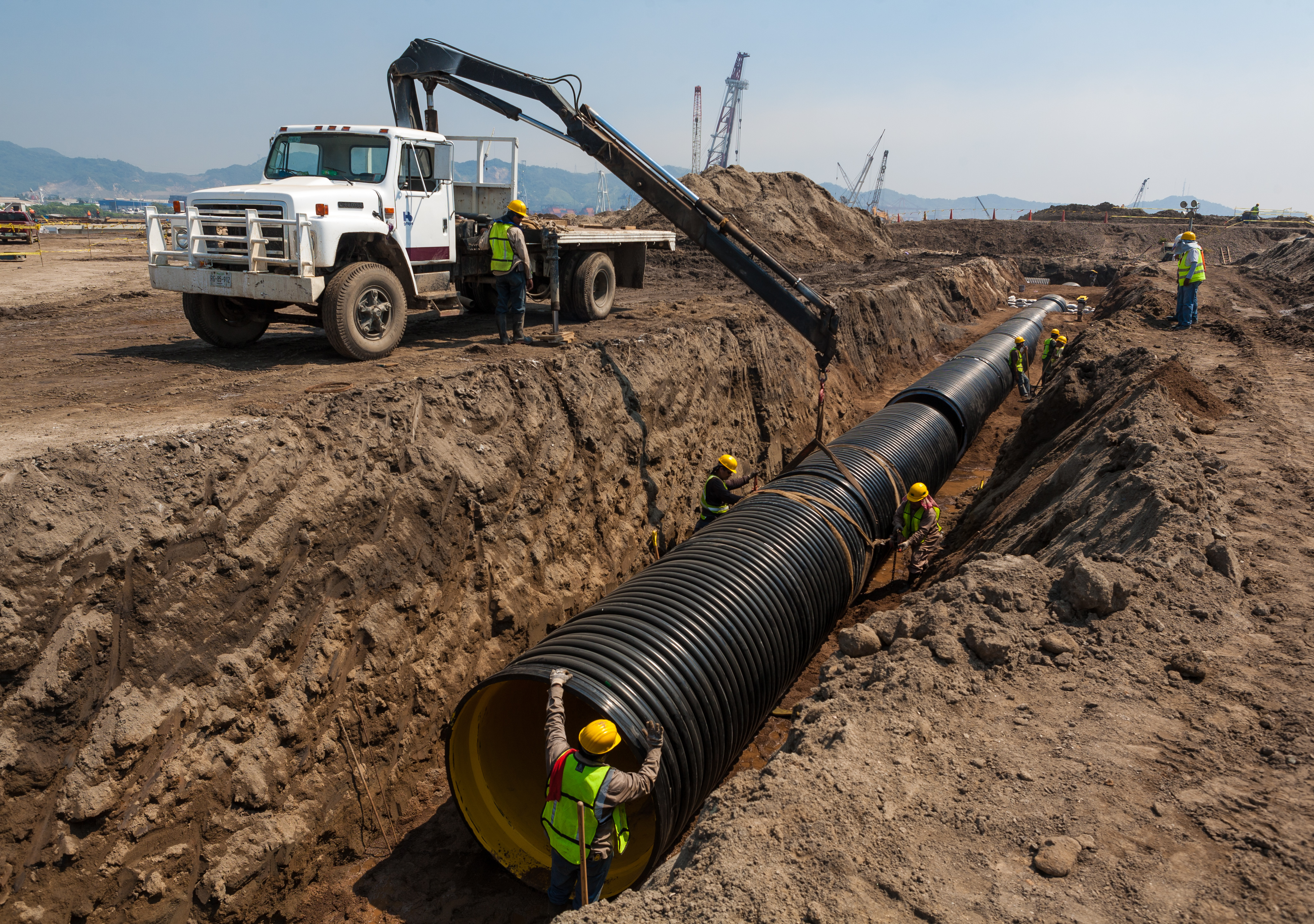
Instalación de tubería corrugada de HDPE en proyecto de drenaje pluvial en México
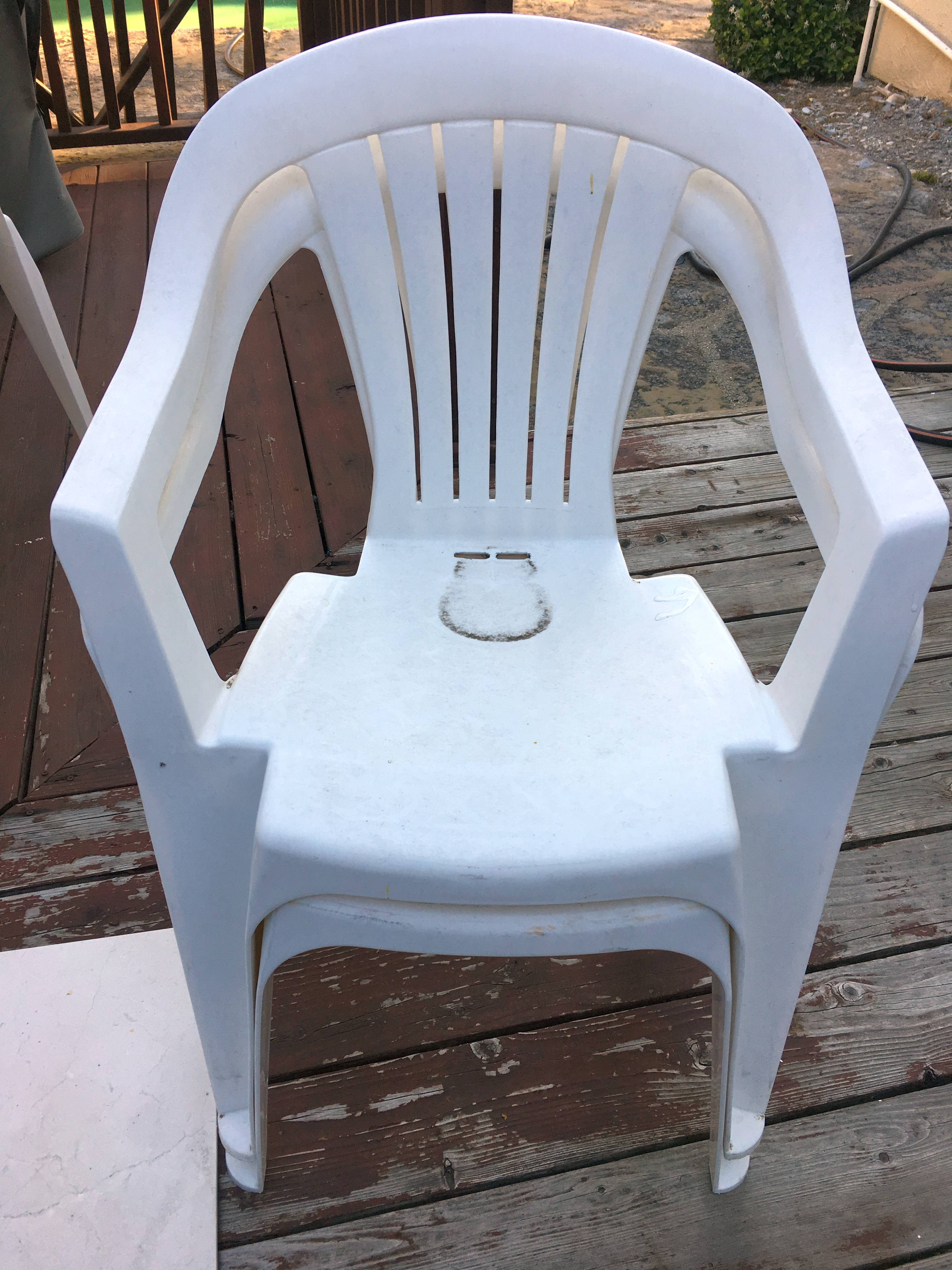
Silla monobloque
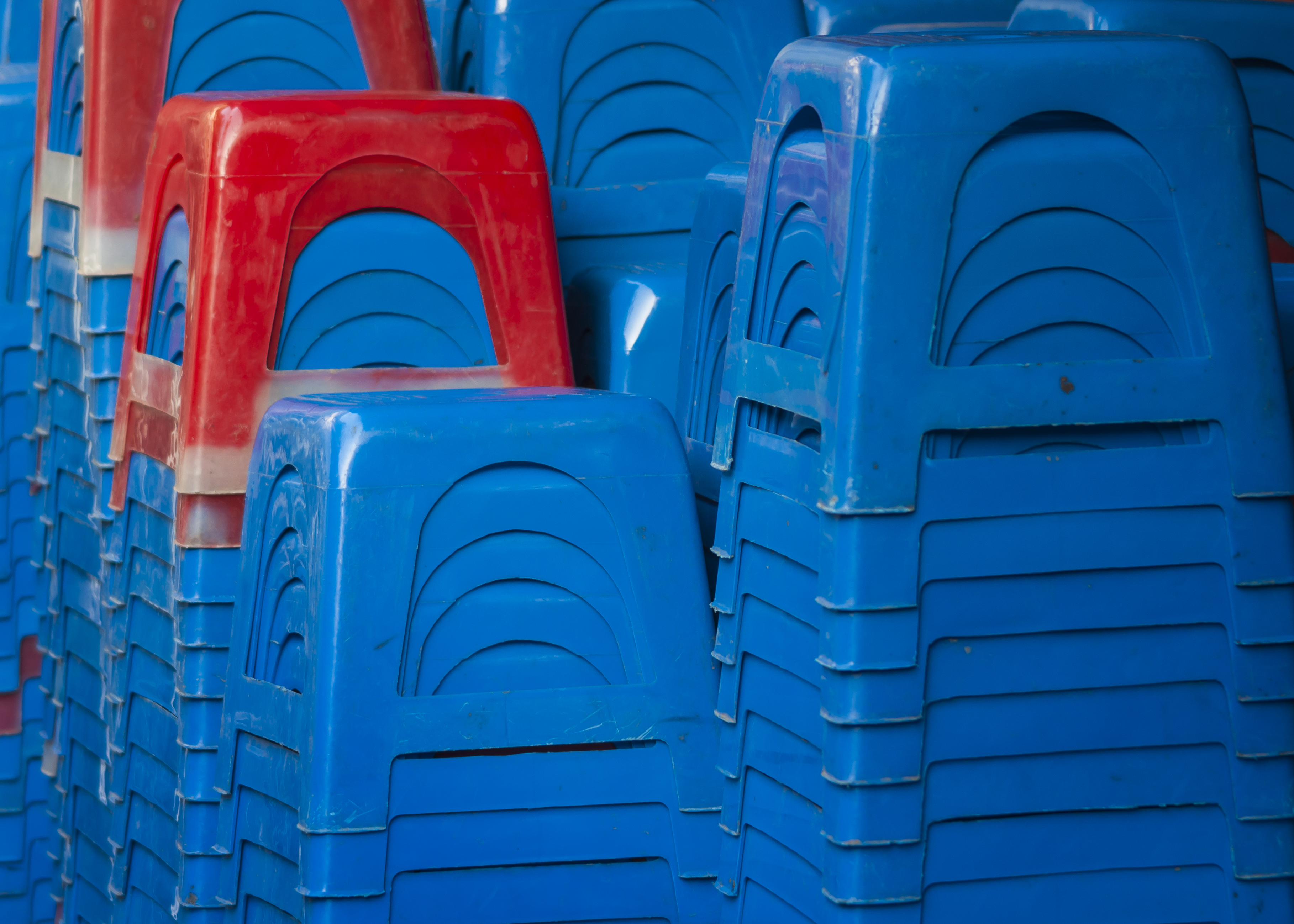
Taburetes para exterior
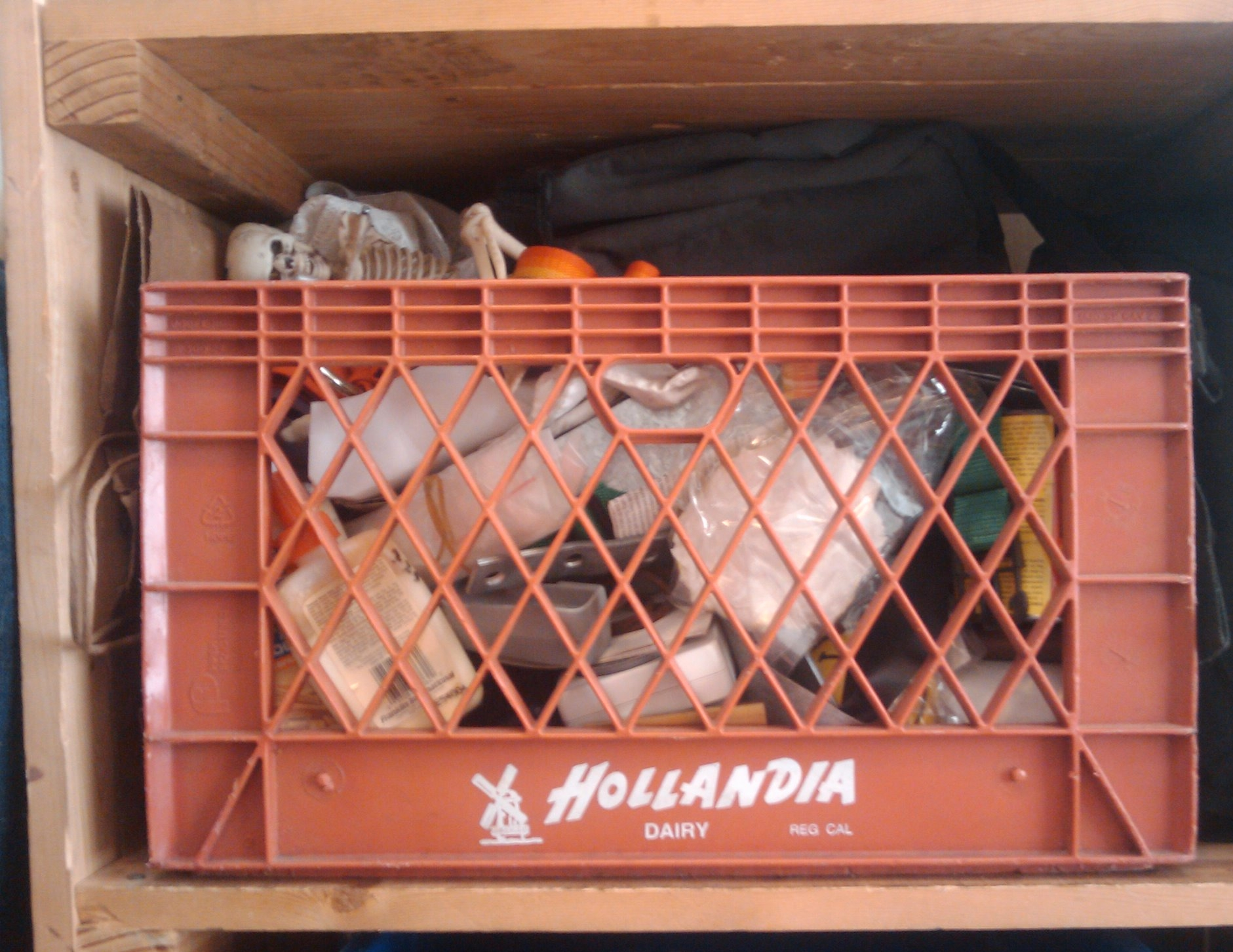
cajas de botellas
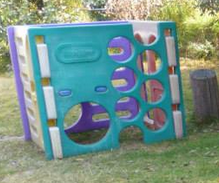
Toys and playground equipment
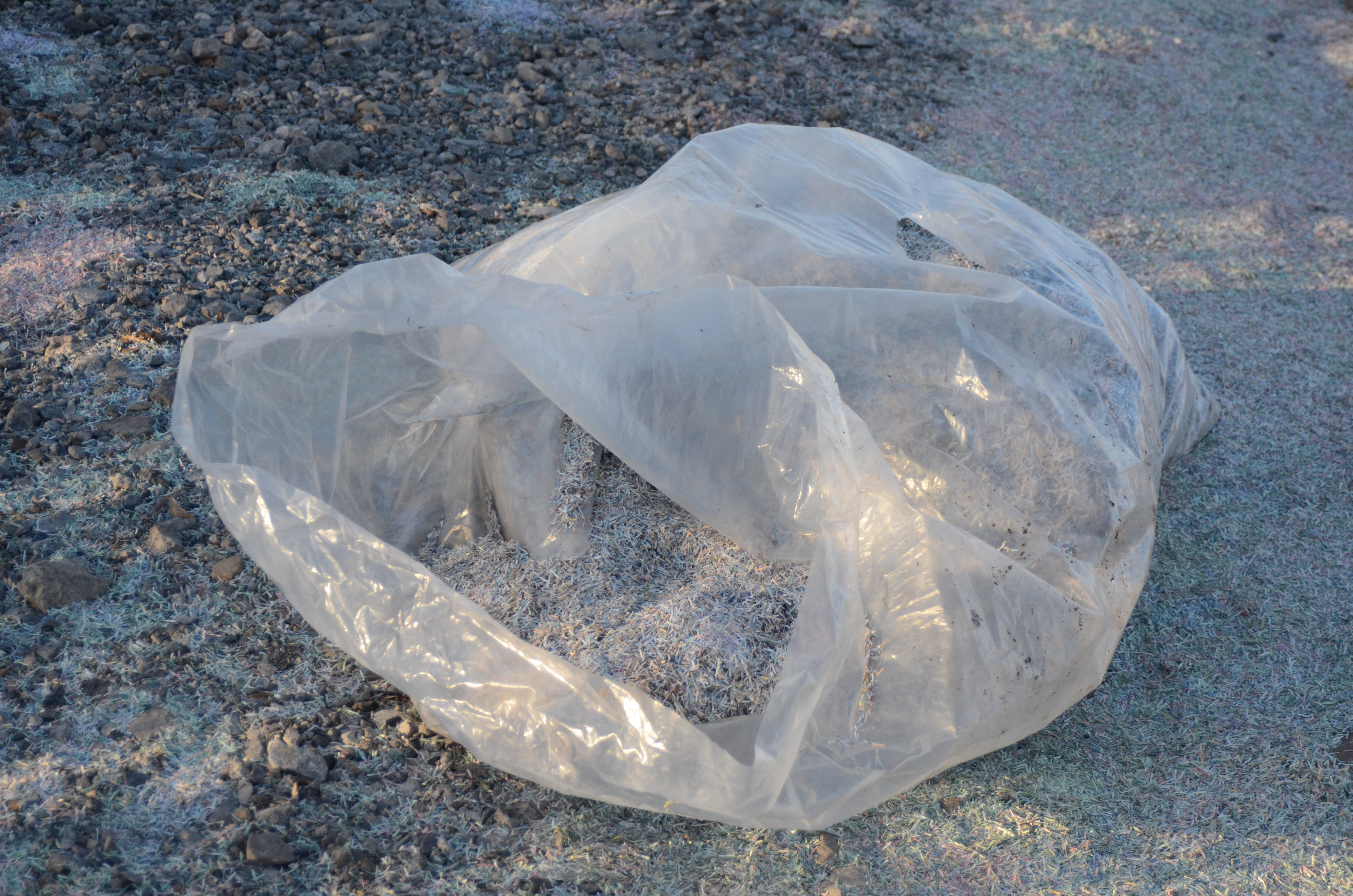
Las bolsas de plástico transparente (que se muestran) están hechas de LDPE; las bolsas de compras de película soplada con asas ahora están hechas de HDPE
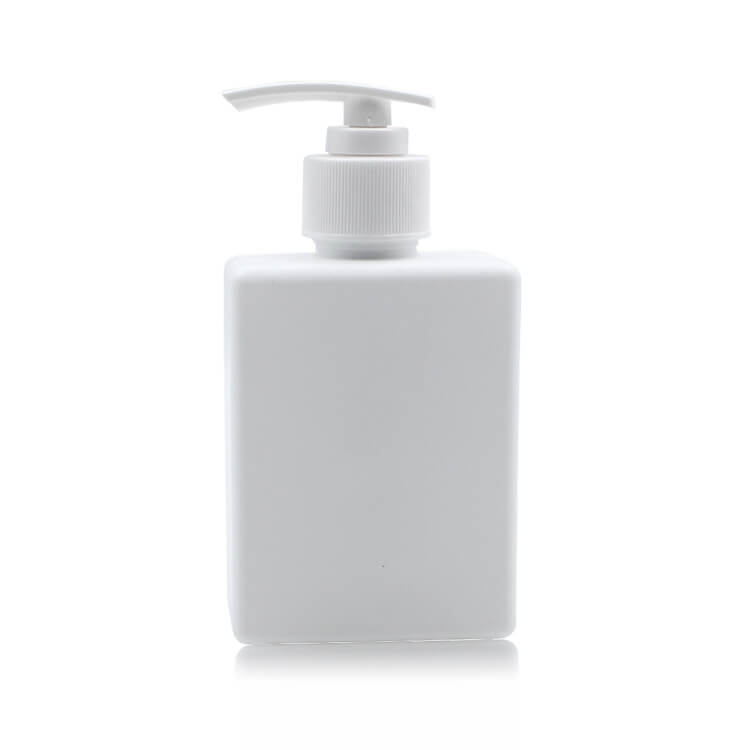
El HDPE se utiliza para fabricar botellas resistentes que resisten los aceites. Las botellas transparentes suelen estar hechas de otros plásticos, como tereftalato de polietileno
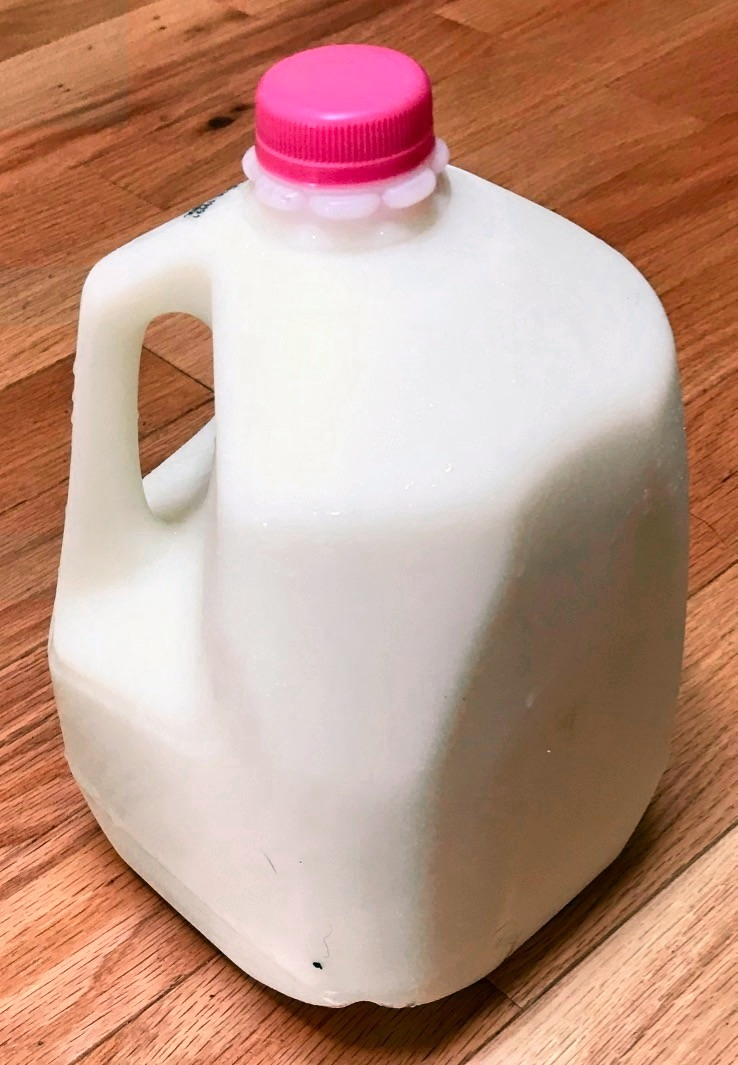
Envase de leche
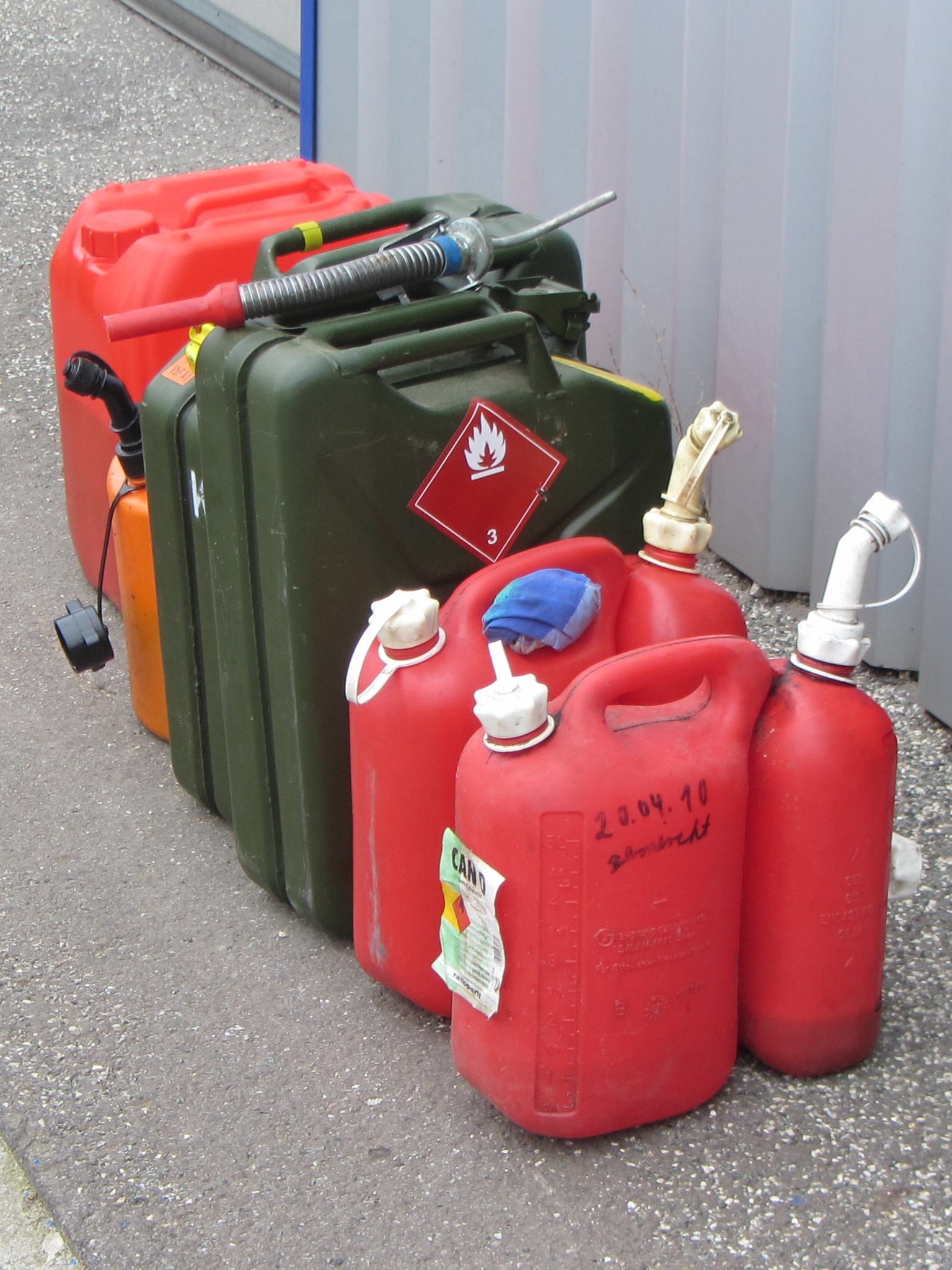
Los bidones de HDPE resisten el ablandamiento y la hinchazón de los componentes aromáticos de los combustibles

El HDPE tiene una amplia variedad de aplicaciones compartidas con otros polímeros, la elección de utilizar HDPE suele ser económica:
- Filamento de impresora 3D
- Tablero de arena (tablero de disco)[14]
- Marcos para mochileros
- Placas balísticas
- Pancartas
- Tapas de botella
- Barcos
- Contenedores de productos químicos
- Tubería resistente a productos químicos
- Aislante interior del cable coaxial
- Protector de conductos para cables eléctricos o de comunicaciones
- Protección contra la corrosión para tuberías de acero
- Cajas eléctricas y de fontanería
- Lentes de IR lejano
- Fuegos artificiales
- Sillas y mesas plegables
- Contenedores de almacenamiento de alimentos
- Depósitos de combustible para vehículos
- Geomembrana para aplicaciones hidráulicas (como canales y refuerzos de bancos)
- Sistemas de tuberías de transferencia de calor geotérmico
- Morteros pirotécnicos resistentes al calor
- Envoltura de casa (Tyvek)
- Aerodeslizador: el material es demasiado pesado y denso para este tipo de embarcaciones, pero todavía se usa ocasionalmente.
- Escudo de radiación ionizante[15][16]
- Jarras de detergente para ropa
- Hormas para zapatos
- Ventanas de telescopio de microondas
- Jarras de leche
- Sistemas de tuberías de distribución de gas natural[17]
- Tuberías para fluidos, lodos y gases
- Bolsas de plástico
- Botellas de plástico aptas tanto para reciclar como para reutilizar
- Cirugía plástica (reconstrucción esquelética y facial)[18]
- Redes de agua potable[12]
- Barrera de raíces
- Botellas de champú
- Redes de alcantarillado[13]
- Raíles y cajas de snowboard
- Papel de piedra
- Cobertizos de almacenamiento
- Instalación de piscinas
- Alfombrillas de control de seguimiento
- Conductos de telecomunicaciones[19]
- Tuberías de agua para abastecimiento de agua doméstico y procesos agrícolas[12]
- Compuestos de madera y plástico (utilizando polímeros reciclados)

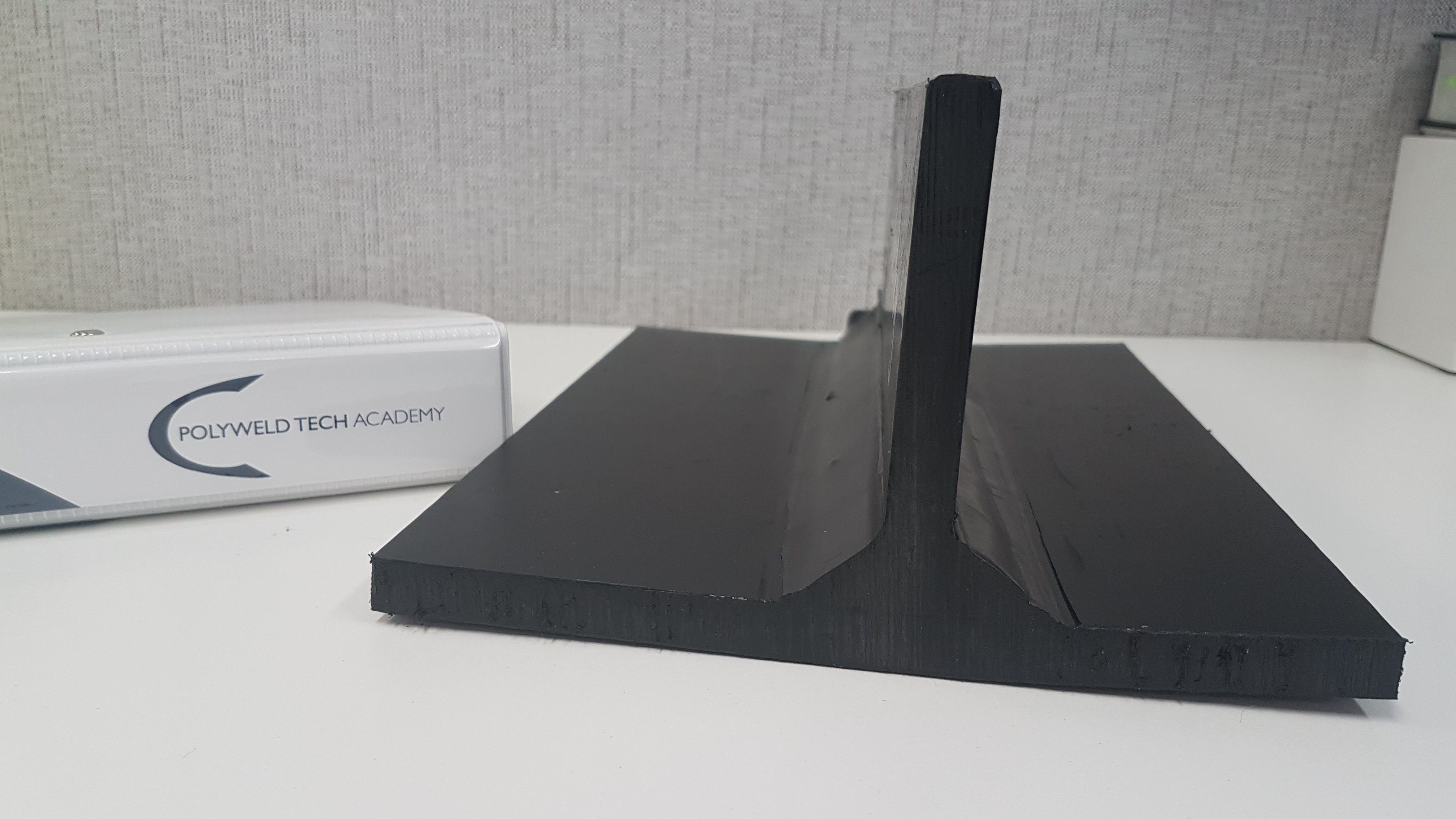
Hoja de HDPE que ha sido soldada por extrusión

El HDPE también se usa para revestimientos de celdas en los vertederos sanitarios del subtítulo D de los Estados Unidos, en los que grandes láminas de HDPE se sueldan por extrusión o por cuña para formar una barrera homogénea resistente a productos químicos, con la intención de evitar la contaminación del suelo y las aguas subterráneas por líquidos lixiviados de los desechos sólidos.
El comercio de pirotecnia prefiere el HDPE para morteros sobre los tubos de acero o PVC, ya que es más duradero y seguro: el HDPE tiende a rasgarse o rasgarse en caso de mal funcionamiento en lugar de romperse y convertirse en metralla como los otros materiales.
Las botellas de leche, jarras y otros productos huecos fabricados mediante moldeo por soplado son el área de aplicación más importante para el HDPE.
En varias naciones emergentes altamente pobladas, la expansión de la infraestructura incluye el despliegue de tuberías y aislamiento de cables hechos de HDPE. El material se ha beneficiado de las discusiones sobre los posibles problemas ambientales y de salud causados por el bisfenol A (BPA) asociado al PVC y al policarbonato, así como sus ventajas sobre el vidrio, el metal y el cartón.

## Procesamiento
Se trata de un plástico barato que puede moldearse, extruirse o soplarse:
- Extrusión: películas, cables, hilos, tuberías
- Moldeo por inyección: elementos en tres dimensiones con formas complejas
- Inyección y soplado: botellas
- Extrusión y soplado: bolsas o tubos de calibre delgado
- Roto moldeo: formas de grandes dimensiones

## Producción
El proceso de HDPE consiste en:
- Polimerización: los monómeros de etileno se polimerizan en disolvente junto con catalizador, hidrógeno y un comonómero. El calor de polimerización se enfría a través de un intercambiador de calor de circulación externa. El polietileno de alta densidad, a diferencia del polipropileno, no puede soportar las condiciones de autoclave normalmente requeridas. La falta de ramificación se asegura mediante una elección adecuada del catalizador (por ejemplo, catalizadores Ziegler-Natta) y las condiciones de reacción.[3]
  - Polimerización por radicales libres
  - Polimerización aniónica
  - Polimerización por coordinación de iones
  - Polimerización catiónica
- Separación y secado: la suspensión pasa a una centrífuga donde se separa el polvo húmedo. El solvente separado se regresa al reactor, mientras que los polvos húmedos se transfieren a un secador donde los solventes se evaporan con nitrógeno y vapor vivo. Los solventes son recuperados mediante un depurador
- Extrusión: los polvos ya secos se transfieren a un extrusor donde se funden y granulan.
- Almacenamiento y Envasado: los gránulos son transferidos al silo de pellets son enfriados por aire y homogeneizados.